# Paulie Gatto
Paulie Gatto (1920 - 1 de enero de 1946) es un personaje ficticio de la novela de Mario Puzo, El Padrino. 
Es un soldato que está a las órdenes del capo Peter Clemenza y guardaespaldas de Don Vito Corleone. 
En la trama es el encargado de traicionar al Don haciéndose pasar por enfermo para no ir al trabajo, logrando así que el Don quede sin protección. Posteriormente, tras el fallido intento de homicidio contra el Don, el hijo mayor de Vito, Santino Corleone, envía a Peter Clemenza a asesinarlo debido a las sospechas de su traición a los Corleone. El día siguiente, Peter sale con Paulie y Rocco Lampone (un soldato de Peter) a buscar unos colchones y buscar un buen lugar de vigilancia, ya que Santino ha exigido vigilancia las 24 horas (en realidad es la excusa para asesinar a Paulie en un lugar sin personas alrededor). Después de comprar comida para la casa de Peter, Paulie conduce a las afueras de la ciudad, donde detienen el automóvil en el que iban para que Peter pueda orinar; no obstante, es una trampa que Lampone aprovecha para dispararle dos veces en la cabeza, para luego recoger la comida que han comprado y retirarse del lugar, dejando el automóvil abandonado con el cadáver de Paulie.
- Datos: Q3898201